# Soudal Quick-Step Devo Team
Das Soudal Quick-Step Devo Team ist ein belgisches Radsportteam mit Sitz in Strassen. 

## Organisation und Geschichte
Das Team wurde zur Saison 2015 gegründet, seit der Saison 2022 ist es im Besitz einer Lizenz als UCI Continental Team. Als Nachwuchsteam beschäftigt es U23-Fahrer und ist vorrangig auf der UCI Europe Tour aktiv. Zur Saison 2023 wurde das Team als offizielles Development Team von Soudal Quick-Step in die Teamstrukturen des UCI WorldTeams integriert.
Nachdem die Mannschaft in der ersten Saison als Continental Team noch ohne Sieg geblieben war, konnten die Fahrer in der Saison 2023 zehn Erfolge erringen. Zur Saison 2024 wurden fünf Fahrer in das WorldTeam von Soudal Quick-Step übernommen, zwei Fahrer erhielten einen Vertrag bei einem UCI ProTeam.

## Saison 2025
Mannschaft
| Teamkader 2025          | Teamkader 2025     | Teamkader 2025 | Teamkader 2025                      |
| Name                    | Geburtsdatum       | Land           | Vorheriges Team                     |
| ----------------------- | ------------------ | -------------- | ----------------------------------- |
| Henrique Bravo          | 20. April 2006     | Brasilien      |                                     |
| Mathijs De Clercq       | 23. Januar 2006    | Belgien        |                                     |
| Renato Favero           | 27. Februar 2005   | Italien        |                                     |
| Jelle Harteel           | 8. August 2003     | Belgien        | Lotto Dstny Development Team (2023) |
| Senne Hulsmans          | 22. Oktober 2003   | Belgien        | Acrog-Tormans/Balen BC (2021)       |
| Hodei Muñoz Gabiña      | 1. August 2006     | Spanien        |                                     |
| Thomas Pesenti          | 16. Oktober 1999   | Italien        | JCLTeam Ukyo (2024)                 |
| Federico Savino         | 10. Juli 2004      | Italien        |                                     |
| Joeri Schaper           | 29. Januar 2006    | Niederlande    |                                     |
| Jasper Schoofs          | 30. März 2006      | Belgien        |                                     |
| Gauthier Servranckx     | 7. Juli 2005       | Belgien        |                                     |
| Viktor Soenens          | 5. Oktober 2005    | Belgien        |                                     |
| Erazem Valjavec         | 18. August 2006    | Slowenien      | Acrog-Tormans/Balen BC (2024)       |
| Matijs Van Strijthem    | 14. März 2006      | Belgien        |                                     |
| Lars Vanden Heede       | 18. März 2005      | Belgien        | Crabbé Toitures-CC Chevigny (2023)  |
| Jonathan Vervenne       | 27. Mai 2003       | Belgien        | Acrog-Tormans/Balen BC (2021)       |
| Marc Zafra              | 22. September 2006 | Spanien        |                                     |
|                         |                    |                |                                     |
| Quelle: ProCyclingStats |                    |                |                                     |

Erfolge
| Siege | Siege  | Siege | Siege  | Siege  | Siege |
| Datum | Rennen | Staat | Klasse | Sieger |       |
| ----- | ------ | ----- | ------ | ------ | ----- |

## Bisherige Saisonerfolge
| Rennserie                 | 2022 | 2023 | 2024 |
| ------------------------- | ---- | ---- | ---- |
| UCI ProSeries             | -    | -    | -    |
| UCI Continental Circuits  | -    | 8    | 8    |
| nationale Meisterschaften | -    | 2    | 2    |

## Platzierungen in der UCI-Weltrangliste
| World Ranking | World Ranking | World Ranking              | World Ranking |
| Jahr          | Teamwertung   | Einzelwertung              |               |
| ------------- | ------------- | -------------------------- | ------------- |
| 2022          | 123.          | Davide Bomboi (963. )      |               |
| 2023          | 49.           | Junior Lecerf (345. )      |               |
| 2024          | 60.           | Bogdan Zabelinskiy (517. ) |               |
|               |               |                            |               |
| Quelle: UCI   |               |                            |               |